# 3C 171
3سي 171 هيَ مجرة زايفرت تتواجد في كوكبة الوشق.